# Saxifraga moorcroftiana
Saxifraga moorcroftiana là một loài thực vật có hoa trong họ Saxifragaceae. Loài này được (Ser.) Wall. ex Sternb. miêu tả khoa học đầu tiên năm 1831.